# Podsljeme
Podsljeme Zágráb városnegyede Horvátországban, a főváros északi részén.

## Fekvése
Podsljeme területe Zágráb városának legészakibb részét fedi le. Délen a Maksimir és a Gornji grad – Medveščak városrészekkel, nyugaton Črnomerec városrészével, keletre pedig Gornja Dubrava városrészével határos. Északi határa Medvednica hegygerince mentén húzódik, mely egyúttal Zágráb városának a Krapina-Zagorje megyével közös határa is.
A városrész területének 90%-a a Medvednica Nemzeti Park területén helyezkedik el. A területet váltakozva zöld erdők és barna talaj uralja. A déli hegyoldalakon vájt szűk völgyekben számos patak folyik: Vidovec, Bidrovec, Trnava, Deščevec, Mrzljak, Štefanovec, Klinovec, Bliznec, Gračanski potok, Kuniščak, Kraljevec, Gračanski Ribnjak stb. Lakóövezetek csak a hegyoldalak alsó részén találhatók. Régen rendkívül falusias jellegű terület volt ez, az utóbbi évtizedekben azonban számos új épület nőtt ki a földből, gyakran engedély nélkül, egyre inkább megzavarva a természet harmóniáját.
A városnegyed településrészei: Šestine, Prekrižje, Mlinovi, Gračane,
Gračansko Dolje, Remete, Markuševec és Vidovec.

## Története
A városrésznek a szomszédos Črnomereccel közös nyugati határa mentén, a Medvednica lejtőjének a Mali Plazur nevű, 593 méter magasságú kiemelkedő részén található az ősi Medvevár (Medvedgrad). A várat a Türje nembeli Fülöp zágrábi püspök építtette 1248 és 1252 között a fenyegető tatár veszély elhárítására. A vár a szárazföldi Horvátország legnagyobb kiterjedésű vára volt. A vár alatt kissé alacsonyabban, mint a régi erőd, északkeleti irányban, szinte folytonos vonalban a régi, évszázados települések sorakoznak, amelyek közül kiemelkedik: Šestine, Mlinovi, Gračani, Markuševec és Vidovec.
A népi hagyomány szerint Šestine onnan kapta a nevét, hogy a jobbágyok a földesúri robot alatt a hét hatodik napján térhettek haza a medvevári uradalomból. A šestinei parasztok bizonyos kötelezettségeit a földesurukkal szemben fenntartották még a jobbágyfelszabadítás után, sőt az önálló Šestine község 1893 május 1-jei megalapítása után is. A šestinai plébánia területén említik a 13. században Dedići földjét, melynek lakói a többi falutól eltérően mentesültek a Medvevárnak fizetendő adó alól. Az 1240-ből származó šestinei Szent Imre plébániatemplomot több alkalommal is újjáépítették. Jelenlegi formáját csak 1909-ben nyerte el. Község közelében 1756 és 1759 között épült a plébánia, egy kicsit távolabb pedig a Názáreti irgalmasság lányainak kolostora.
Gračani 273 méter tengerszint feletti magasságban található, a turisták számára régóta ismert és kedvelt hely. Már a 13. században említik, mint a gradeci jobbágyok által lakott falut. Fokozatosan vált népes faluvá, de egy idő után ez lett a Podsljeme legnagyobb faluja. A legtöbb gračani háztartás teheneket és sertéseket, valamint néhány kecskét nevelt. Szorosan kötődtek a Gradechez olyannyira, hogy idővel egyre több gračani jobbágy vásárolt magának ingatlant a belvárosban. Az évszázadok során a gračaniiak ügyes molnárokká, hentesekké, takácsokká váltak.
A mai Markuševecet korábban Sveti Šimunnak (Szentsimon) hívták. A 16. században a hagyomány szerint egy Markuscz nevű nagyúr jött a faluba, aki szolgákat és jobbágyokat toborzott gazdasági és háborús célokra. Ezeket aztán markušczevinek, róluk a falut pedig Markuševecznek nevezték el. A történetből annyi igaz, hogy Medvevárnak több ura (a zágrábi püspökök, az Alapicsok, a Zrínyiek, a Cillei grófok stb.) toborzott munkaerőt és katonát az itteni plébánia szegénynépe között. Az itteniek a legrégebbi időktől fogva nagy szegénységben éltek, melyet az is jelez, hogy a templomuk az egyik legkisebb volt az egyházmegyében. Szent Simon és Júdás Tádé apostoloknak szentelt plébániatemploma az egyik legrégibb a Zágráb érsekség területén. A történeti dokumentumokból kitűnik, hogy a jelenlegi egyház még egy régebbi egyház alapjain nyugszik. A mai templom főoltára fölé az 1476-os évszámot vésték, egy régi oklevélben pedig az 1276. évet említik.

## Nevezetességei
Medvevár vára tulajdonképpen erődített város volt. A szárazföldi Horvátország legnagyobb kiterjedésű vára, mely rendkívüli igényességgel és művészi színvonalon épült. Kettős védőfallal, védőtornyokkal, ciszternával, külön kápolnával rendelkezett. Mindennel fel volt szerelve, mely a királynak kényelmet és biztonságot nyújthat, ennek ellenére a történelem során sohasem volt királyi menedék és ostromot sem szenvedett soha. Ma a várnak tekintélyes, szépen konzervált romjai láthatók Šestine felett a hegyekben.

## Kultúra
A vidovaci KUD „Prigorski zdenec” kulturális és művészeti egyesületet 2007-ben alapították. Célja a horvát kulturális örökség megőrzése és ápolása, mind a Prigorje régióban, mind az ország más részein, valamint a népszokások és hagyományok átadása a fiatal nemzedékek számára. Célja továbbá Vidovac település és a szülőktől örökölt népszokások népszerűsítése. Az egyesület ma mintegy 70 taggal és hat szekcióval rendelkezik: felnőtt néptánc, gyermek néptánc, énekkari, felnőtt tambura, gyermek tambura és kézimunka csoportokkal működik.
Számos fellépésük volt már Horvátországban, de felléptek a Cseh Köztársaságban, Magyarországon, Franciaországban, Bosznia-Hercegovinában is. Az egyesület 2011 óta szervezi minden évben Szent Vid ünnepén a „Dani Vidovca” fesztivált, melyen számos hazai és külföldi vendéget is fogadnak.

## Oktatás
A városnegyed területén Gračani, Markuševec, Šestine és Vidovec településeken általános iskola működik. A vidoveci iskola a markuševeci általános iskola területi iskolája.

## Sport
- Az NK Prigorje Markuševec labdarúgóklubot 1975-ben alapították.
- MNK Šestine kispályás labdarúgóklub.

## Egyesületek
A DVD Šestine önkéntes tűzoltó egyesületet 1979-ben alapították.